# Медведево (Пригородное сельское поселение)
Медве́дево — деревня в Сокольском районе Вологодской области на реке Глушица.
Входит в состав Пригородного сельского поселения, с точки зрения административно-территориального деления — в Пригородный сельсовет.
Расстояние по автодороге до районного центра Сокола — 9 км, до центра муниципального образования Литеги — 24 км. Ближайшие населённые пункты — Зубцово, Репное, Выползово.
По переписи 2002 года население — 78 человек (36 мужчин, 42 женщины). Всё население — русские.